# Begraafplaats van Le Cauroy
De Begraafplaats van Le Cauroy is een gemeentelijke begraafplaats in Le Cauroy, een gehucht in de Franse gemeente Berlencourt-le-Cauroy in het departement Pas-de-Calais. De begraafplaats ligt aan de noordrand van het gehucht.

## Britse oorlogsgraven
Op de begraafplaats bevindt zich een Brits militair perk met gesneuvelden uit de Eerste Wereldoorlog. Het perk telt vier graven, die alle geïdentificeerd zijn en worden onderhouden door de Commonwealth War Graves Commission. In de CWGC-registers is de begraafplaats opgenomen als Berlencourt (Le Cauroy) Communal Cemetery.